# Magdeburger Eisenbahnfreunde
Die Magdeburger Eisenbahnfreunde (MEBF) sind eine Vereinigung von Eisenbahnenthusiasten und -liebhabern mit Sitz in Magdeburg. In dem gemeinnützigen Verein widmen sie sich der Erhaltung, Restaurierung und Pflege historischer Eisenbahnfahrzeuge sowie der Förderung des Interesses an der Eisenbahngeschichte.

## Zweck
Die Eisenbahnfreunde setzen sich aktiv für den Erhalt und die Aufarbeitung von historischen Eisenbahnfahrzeugen ein, um das Interesse an diesem Teil der technischen und kulturellen Entwicklung aufrechterhalten. Dies umfasst die Restaurierung von Dampflokomotiven, Diesellokomotiven, Triebwagen und anderen historischen Fahrzeugen. Ziel ist es, diese Fahrzeuge für die Nachwelt zu bewahren und sie gelegentlich für besondere Anlässe wie Museumsfahrten, Sonderfahrten oder Veranstaltungen zur Verfügung zu stellen.
Darüber hinaus organisiert der Verein regelmäßig Veranstaltungen und Ausstellungen rund um das Thema Eisenbahn, um Wissen über die Geschichte der Eisenbahn zu vermitteln und das Interesse an diesem Verkehrsmittel zu wecken.

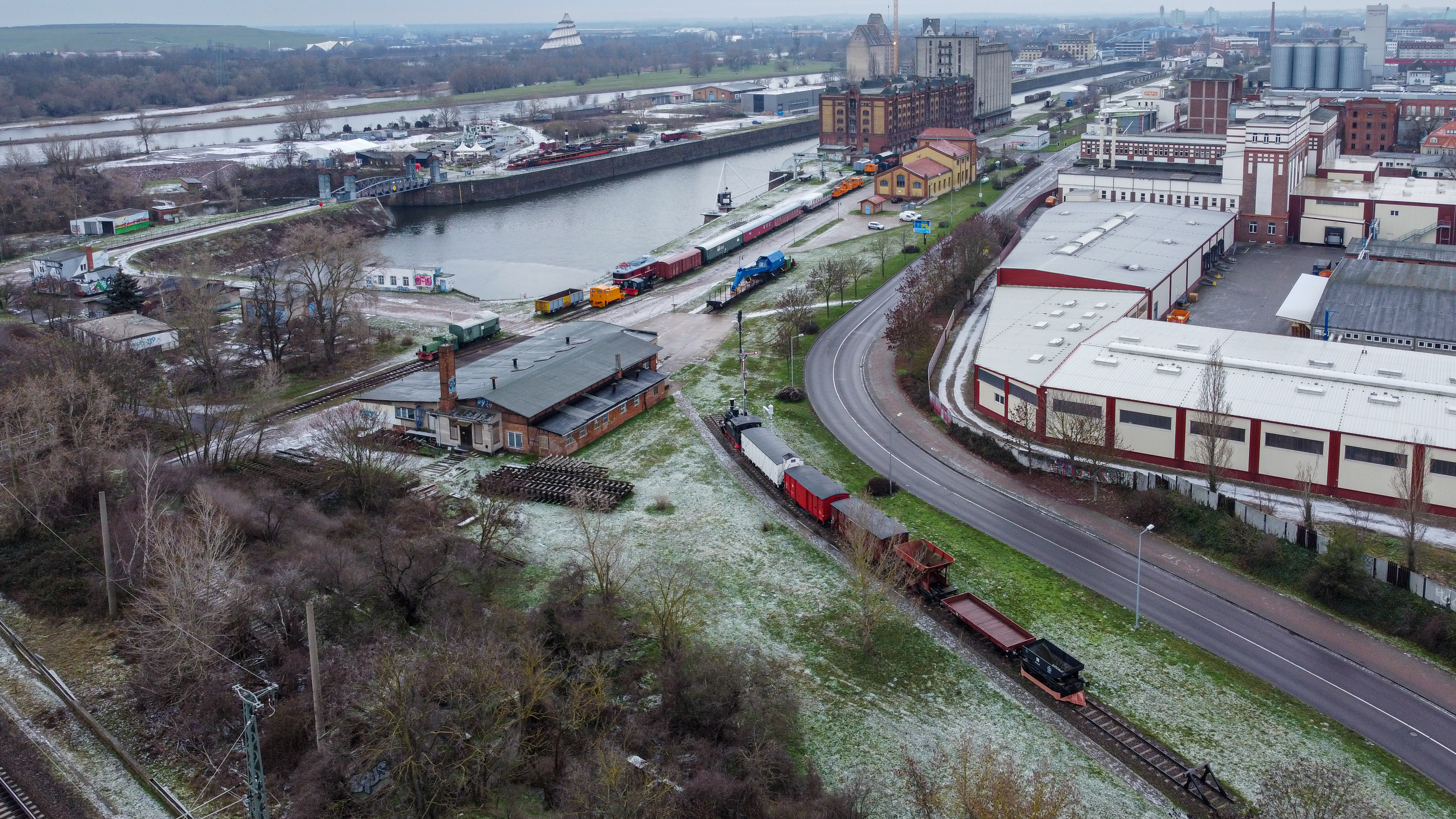
Luftaufnahme der Fahrzeugsammlung der Magdeburger Eisenbahnfreunde

## Mitgliedschaft
Der Magdeburger Eisenbahnfreunde e. V. ist Mitglied im Modellbahnverband in Deutschland e. V. (MOBA).

## Geschichte
Der Verein „Magdeburger Eisenbahnfreunde“ wurde im März 1995 durch sieben begeisterte Eisenbahner und deren Freunde gegründet – damals bereits mit dem Ziel, eine der in Magdeburger Betriebswerken typischen Lokomotiven der Nachwelt zu erhalten.
Den Grundstock in großtechnischer Hinsicht bildeten zwei ausgemusterte Güterwagen, eine Gruppe von Modellbahnfreunden und der unterstützende Geschäftsführer des Magdeburger Hafens. Dadurch bestand die Möglichkeit, die Gleisanlagen der Hafenbahn zu nutzen und einen Klubraum ausbauen zu können. In der Folgezeit wurden historische Schienenfahrzeuge von der Bahn, von Firmen und von Privatpersonen übernommen – auch wunschgemäß die V 180 372 gekauft – und die Modellbahnanlagen ausgebaut.
Anfänglich teilte sich der Verein in eine Gruppe von „Real-Eisenbahnern“ – mit der Erhaltung historischer Fahrzeuge im Maßstab 1:1 beschäftigt – und in die Gruppe mit dem Tätigkeitsfeld Modellbahnen. Inzwischen sind auch die Modelleisenbahner an den „großen“ Fahrzeugen tätig und Lokführer und Fahrdienstleiter übernehmen umgekehrt auch den „Dienst“ an den Modellbahnanlagen. Etwa 60 % der Mitglieder sind beruflich mit der Eisenbahn verbunden.
Im ersten Vereinsjahr wirkten die Magdeburger Eisenbahnfreunde am Open-air der Freien Kammerspiele im Stück „Die große Freiheit“ mit. Durch den Verein wurden historische Fahrzeuge zur Verfügung gestellt, und an 21 Abenden rollte die erste Kleinlok über die „Bühne“. 1997 folgte mit der Aufführung „Das Pariser Leben“ ein weiterer Auftritt im sogenannten „Sommerspektakel“. Während dieser Theaterveranstaltung auf dem ehemaligen Werksgelände des SKET Magdeburg rollten allabendlich die Kleinlok der Magdeburger Eisenbahnfreunde und die Dampflok 50 3708  mit einigen Wagen durch die Aufführung.
2023 wird auf dem Gelände der Magdeburger Eisenbahnfreunde vom Eisenbahntheater Das letzte Kleinod das Stück Über den Zaun aufgeführt, das die Flucht von DDR-Bürgern in Auslandsvertretungen der BRD in Prag, Warschau und Budapest im Jahr 1989 thematisiert. Die Botschaftsflüchtlinge konnten damals mit der Eisenbahn in die Bundesrepublik ausreisen.

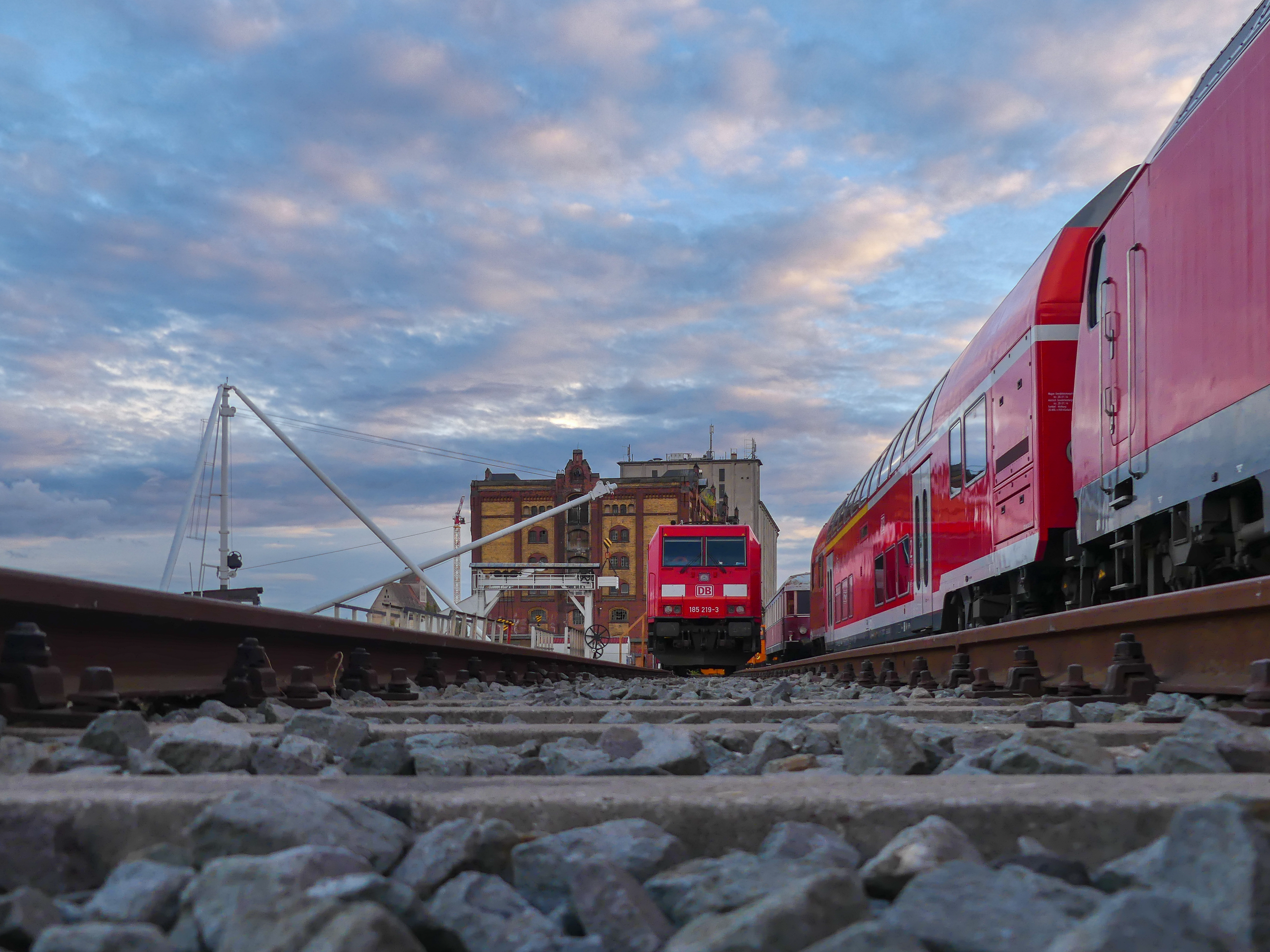
DB Cargo & DB Regio beim Familienfest im September 2022

Weitere Auftritte des Vereins in der Öffentlichkeit waren verschiedene Ausstellungsteilnahmen und Aktionen während der jährlich im Mai und September stattfindenden Hafenfeste mit der Präsentation von Fahrzeugen und Modellbahnausstellungen. Daneben wurden mit Unterstützung der Vereine aus Staßfurt, Halberstadt und Aschersleben Pendelzugfahrten auf dem umfangreichen Gleisnetz der Hafenbahn durchgeführt. Die bisher größte Ausstellung innerhalb des Hafenfestes fand in Zusammenarbeit mit der DB Cargo AG statt – diese Ausstellung umfasste die komplette Vielfalt von der Rangierlok der Baureihe V 60 bis hin zur modernen E-Lok der Bombardier Traxx.

## Fahrzeugbestand

### Lokomotiven
(Quelle: )
- Henschel-Tenderdampflokomotive, ehemalige Werklok 23 der Leunawerke
- V 15 1002, Diesellokomotive aus dem Lokomotivbau Karl Marx Babelsberg, seit 1961 bei der Hafenbahn Magdeburg
- V 10 aus dem Lokomotivbau Karl Marx Babelsberg, 1961–1993 im Einsatz bei der Konsum-Mühle Magdeburg
- N 2, Kleindiesellokomotive aus dem Lokomotivbau Karl Marx Babelsberg, ehemals Fleischkombinat Magdeburg
- 2 N 4, Kleindiesellokomotive aus dem Lokomotivbau Karl Marx Babelsberg in Anlehnung an die DR-Kleinlokomotive Kö II, Lok 2 ehemals Fleischkombinat Magdeburg, Lok 8 ehemals Hafenbahn Magdeburg
- Henschel-Kleindiesellokomotive 100 196-5, Baujahr 1934, ehemals Deutsche Reichsbahn
- Bahndienstfahrzeug-Einheit mit 4 Fahrzeugen, darunter ein Schienenkleinwagen (Skl) mit 2 Anhängern und einem Schienenkran. Der Schienenkleinwagen 24 Bauart „Schöneweide“, einem vom Forschungs- und Entwicklungswerk in Blankenburg gebauten Schienenkran und zwei Plattenwagen

### Wagen
(Quelle: )
- Reko-Personenwagen Bghw
- Gesellschaftswagen, ein umgebauter Personenwagen Bghw
- Einheitsgüterwagen der Deutschen Reichsbahn
- Behälterwagen der Deutschen Reichsbahn, Baujahr ca. 1970
- Selbstentladewagen Ot 45
- Güterzug-Gepäckwagen der Deutschen Reichsbahn
- Säuretopfwagen
- Schneepflug, 1885 als Erztransportwagen für die Halberstadt-Blankenburger-Eisenbahn gebaut, 1960 im RAW Magdeburg zum Schneepflug umgebaut
- Oberlichtwagen
- Hubschiebedachwagen
- Eiskühlwagen mit Bremserhaus

## Trivia
Die Modellbaufirma TILLIG Modellbahnen brachte den Selbstentladewagen der Magdeburger Eisenbahnfreunde als TT-Modell heraus.